# Черешньовка
Черешньовка (словац. Čerešňovka) — річка в Словаччині, ліва притока Кецкого потоку, протікає в окрузі Нові Замки.
Довжина приблизно 4.0-4.5 км. Витік знаходиться в масиві Подунайські пагорби (геоморфологічна підодиниця Гронські пагорби); на висоті близько 205 метрів.
Протікає територією села Бардоньово. Впадає у Кецкий поток на висоті приблизно 167-170 метрів.